# Valérie Trierweiler
Valérie Trierweiler (geboren Massonneau) (Angers, 16 februari 1965) is een Frans politiek journaliste. Trierweiler was een van de partners van François Hollande, de op 6 mei 2012 gekozen president van Frankrijk.

## Biografie
Trierweiler werd geboren als vijfde kind uit een gezin van zes kinderen. Haar moeder werkte bij de receptie van de ijsbaan in Angers. Haar vader verloor op dertienjarige leeftijd een been door een landmijn tijdens de Tweede Wereldoorlog, en stierf toen Trierweiler 21 was.
Trierweiler studeerde geschiedenis en politieke wetenschappen en behaalde een diplôme d'études supérieures spécialisées (master) aan de Université Paris 1 Panthéon-Sorbonne.
In 2005, toen de Franse televisiezender Direct 8 werd opgericht, presenteerde Trierweiler politieke talkshows, veelal in de vorm van een-op-een-interviews. Tot 2007 presenteerde ze wekelijks de politieke talkshow Le Grand 8. In september 2007 presenteerde Trierweiler samen met Mikaël Guedj het wekelijkse programma Politiquement parlant.

## Persoonlijk
Een eerste huwelijk in 1989 met Franck Thurieau, een jeugdvriend, eindigde in 1992 in een scheiding. Het stel had geen kinderen. Een tweede huwelijk in 1995, met Denis Trierweiler, een redacteur van Paris-Match, tevens schrijver en academicus, eindigde in oktober 2010 eveneens in een scheiding. Trierweiler heeft drie kinderen uit dit tweede huwelijk.
Haar relatie met François Hollande begon zeker al in 2004, maar misschien nog vroeger. Trierweiler ontmoette Hollande tijdens de parlementaire verkiezingen van 1988. Op dat moment had Hollande een relatie met Ségolène Royal. Hollande en Royal gingen in 2007 officieel uit elkaar. In oktober 2010 maakten Trierweiler en Hollande hun relatie bekend. In januari 2014 berichtte het Franse blad Closer dat Hollande vreemdgegaan was met de Franse actrice Julie Gayet. De relatie tussen Trierweiler en Hollande kwam hierdoor onder druk te staan. Trierweiler werd gedurende meer dan een week gehospitaliseerd. Op 25 januari 2014 maakten Hollande en Trierweiler bekend dat ze uit elkaar waren gegaan.
In september 2014 verscheen van haar Merci pour ce moment, een boek waarin zij haar leven met François Hollande beschreef.
- Biblioteca Nacional de España: XX5463863
- Bibliothèque nationale de France: cb144447395 (data)
- Gemeinsame Normdatei: 1026513944
- International Standard Name Identifier: 0000 0000 0088 111X
- Library of Congress Control Number: n2012074182
- Nationale Bibliotheek van Polen: a0000002894437
- Système universitaire de documentation: 115490108
- Virtual International Authority File: 34677874
- WorldCat: E39PBJgmGD4j6WkkKyv9krbjmd